# Olympische Jugend-Winterspiele 2012/Teilnehmer (Russland)
| Gelbes Symbol für Goldmedaillen mit stilisierten Olympischen Ringen | Graues Symbol für Silbermedaillen mit stilisierten Olympischen Ringen | Braundes Symbol für Bronzemedaillen mit stilisierten Olympischen Ringen |
| ------------------------------------------------------------------- | --------------------------------------------------------------------- | ----------------------------------------------------------------------- |
| 5                                                                   | 4                                                                     | 7                                                                       |

Russland nahm an den Olympischen Jugend-Winterspielen 2012 in Innsbruck mit 67 Athleten in allen 15 Sportarten teil.

## Sportarten

### Biathlon
| Athleten                                                                 | Wettbewerb                         | Zeit (Schießfehler) | Rang   |
| ------------------------------------------------------------------------ | ---------------------------------- | ------------------- | ------ |
| Jungen                                                                   |                                    |                     |        |
| Iwan Galuschkin                                                          | 7,5 km Sprint                      | 22:41,4 min (5)     | 40     |
| Iwan Galuschkin                                                          | 10 km Verfolgung                   | 33:27,3 min (7)     | 25     |
| Alexei Kusnezow                                                          | 7,5 km Sprint                      | 22:14,1 min (4)     | 25     |
| Alexei Kusnezow                                                          | 10 km Verfolgung                   | 35:22,6 min (10)    | 37     |
| Mädchen                                                                  |                                    |                     |        |
| Natalja Gerbulowa                                                        | 6 km Sprint                        | 18:14,5 min (1)     | 5      |
| Natalja Gerbulowa                                                        | 7,5 km Verfolgung                  | 29:46,3 min (5)     | 9      |
| Uljana Kaischewa                                                         | 6 km Sprint                        | 18:00,9 min (2)     | Bronze |
| Uljana Kaischewa                                                         | 7,5 km Verfolgung                  | 26:01,3 min (0)     | Gold   |
| Gemischt                                                                 |                                    |                     |        |
| Uljana Kaischewa Natalja Gerbulowa Alexei Kusnezow Iwan Galuschkin       | Mixed-Staffel                      | DSQ                 | DSQ    |
| Uljana Kaischewa Anastassija Sedowa Iwan Galuschkin Alexander Seljaninow | Mixed-Staffel Skilanglauf/Biathlon | 1:05:22,5 h (2+9)   | Silber |

### Bob
| Athleten                          | Wettbewerb | Durchgang 1 | Durchgang 2 | Gesamt      | Gesamt |
| Athleten                          | Wettbewerb | Zeit        | Zeit        | Zeit        | Rang   |
| --------------------------------- | ---------- | ----------- | ----------- | ----------- | ------ |
| Jungen                            |            |             |             |             |        |
| Kirill Tschigwinzew Iwan Tarassow | Zweierbob  | 55,00 s     | 54,95 s     | 1:49,95 min | 8      |

### Curling
| Athleten                                                                        | Wettbewerb | Gruppenrunde | Gruppenrunde | Viertelfinale      | Viertelfinale      | Halbfinale         | Halbfinale         | Finale             | Finale             | Finale             |
| Athleten                                                                        | Wettbewerb | Siege        | Niederlagen  | Gegner             | Ergebnis           | Gegner             | Ergebnis           | Gegner             | Ergebnis           | Rang               |
| ------------------------------------------------------------------------------- | ---------- | ------------ | ------------ | ------------------ | ------------------ | ------------------ | ------------------ | ------------------ | ------------------ | ------------------ |
| Gemischt                                                                        |            |              |              |                    |                    |                    |                    |                    |                    |                    |
| Michail Waskow, Anastassija Moskaljowa, Alexander Korschunow, Marina Werenitsch | Team       | 3            | 4            | nicht qualifiziert | nicht qualifiziert | nicht qualifiziert | nicht qualifiziert | nicht qualifiziert | nicht qualifiziert | nicht qualifiziert |

### Eishockey

#### Jungen
| Russland | Stanislaw Kondratjew, Sergei Korobow, Maxim Lasarew, Alexander Mikulowitsch, Eduard Nassybullin, Archip Nekolenko, Iwan Nikolischin, Jegor Orlow, Rostislaw Ossipow, Alexander Protapowitsch, Ilja Sinowjew, Dmitri Sergejew, Andrei Swetlakow, Jewgeni Swetschnikow, Maxim Tretjak, Daniil Wowtschenko, Jegor Zwetkow Trainer: Pawel Baulin |

Gruppenphase
| Pl. |                    | Sp | S | OTS | OTN | N | Tore  | Punkte |
| 1.  | Russland           | 4  | 3 | 0   | 0   | 1 | 25:09 | 9      |
| 2.  | Kanada             | 4  | 2 | 1   | 0   | 1 | 20:07 | 8      |
| 3.  | Finnland           | 4  | 2 | 0   | 1   | 1 | 13:11 | 7      |
| 4.  | Vereinigte Staaten | 4  | 2 | 0   | 0   | 2 | 14:18 | 6      |
| 5.  | Österreich         | 4  | 0 | 0   | 0   | 4 | 03:30 | 0      |

 Halbfinale 
| 18. Januar 2012 16:15 Uhr | Russland | 5:2 (1:0, 1:0, 3:2) | Vereinigte Staaten | Tiroler Wasserkraft Arena, Innsbruck |

 Spiel um Platz 3 
| 22. Januar 2012 12:15 Uhr | Russland | 1:2 (1:0, 0:0, 0:1, 0:0, 0:1) | Finnland | Tiroler Wasserkraft Arena, Innsbruck |

### Eiskunstlauf
| Athleten                         | Wettbewerb | Kurzprogramm | Kurzprogramm | Free Skating/Dance | Free Skating/Dance | Gesamt | Gesamt |
| Athleten                         | Wettbewerb | Punkte       | Rang         | Punkte             | Rang               | Punkte | Rang   |
| -------------------------------- | ---------- | ------------ | ------------ | ------------------ | ------------------ | ------ | ------ |
| Jungen                           |            |              |              |                    |                    |        |        |
| Feodossi Jefremenkow             | Einzel     | 54,70        | 2            | 108,76             | 5                  | 163,46 | Bronze |
| Mädchen                          |            |              |              |                    |                    |        |        |
| Jelisaweta Tuktamyschewa         | Einzel     | 61,83        | 1            | 111,27             | 1                  | 173,10 | Gold   |
| Adelina Sotnikowa                | Einzel     | 59,44        | 2            | 99,64              | 3                  | 159,08 | Silber |
| Paar                             |            |              |              |                    |                    |        |        |
| Lina Fjodorowa Maxim Miroschkin  | Paar       | 49,32        | 2            | 84,87              | 2                  | 134,19 | Silber |
| Anastassija Dolidse Wadim Iwanow | Paar       | 38,75        | 3            | 73,97              | 3                  | 112,72 | Bronze |
| Anna Janowskaja Sergei Mosgow    | Eistanz    | 60,19        | 1            | 86,77              | 1                  | 146,96 | Gold   |
| Marija Simonowa Dmitri Dragun    | Eistanz    | 54,11        | 3            | 71,11              | 3                  | 125,22 | Bronze |

### Eisschnelllauf
| Athleten            | Wettbewerb  | Durchgang 1 | Durchgang 2 | Gesamt      | Gesamt |
| Athleten            | Wettbewerb  | Zeit        | Zeit        | Zeit        | Rang   |
| ------------------- | ----------- | ----------- | ----------- | ----------- | ------ |
| Jungen              |             |             |             |             |        |
| Wassili Puduschkin  | 500 m       | 38,92 s     | 39,16 s     | 78,08 s     | 4      |
| Wassili Puduschkin  | 1500 m      |             |             | 2:03,08 min | 8      |
| Wassili Puduschkin  | Massenstart |             |             | 7:12,83 min | Bronze |
| Michail Kaselin     | 1500 m      |             |             | 2:03,42 min | 10     |
| Michail Kaselin     | 3000 m      |             |             | 4:19,25 min | 6      |
| Michail Kaselin     | Massenstart |             |             | 7:14,42 min | 7      |
| Mädchen             |             |             |             |             |        |
| Marina Salnikowa    | 500 m       | 82,08 s     | 43,34 s     | 125,42 s    | 15     |
| Marina Salnikowa    | 1500 m      |             |             | 2:14,53 min | 6      |
| Marina Salnikowa    | Massenstart |             |             | 6:07,63 min | 10     |
| Jelisaweta Kaselina | 1500 m      |             |             | 2:12,90 min | 5      |
| Jelisaweta Kaselina | 3000 m      |             |             | 4:44,45 min | 4      |
| Jelisaweta Kaselina | Massenstart |             |             | 6:01,47 min | 4      |

### Freestyle-Skiing

#### Skicross
| Athleten        | Wettbewerb | Qualifikation | Qualifikation | Vorlauf  | Vorlauf  | Halbfinale | Finale   |
| Athleten        | Wettbewerb | Zeit          | Rang          | Punkte   | Rang     | Position   | Position |
| --------------- | ---------- | ------------- | ------------- | -------- | -------- | ---------- | -------- |
| Jungen          |            |               |               |          |          |            |          |
| Maxim Wlassenko | Skicross   | 57,88 s       | 7             | Abgesagt | Abgesagt | Abgesagt   | Abgesagt |
| Mädchen         |            |               |               |          |          |            |          |
| Xenija Maximowa | Skicross   | 1:01,82 min   | 8             | Abgesagt | Abgesagt | Abgesagt   | Abgesagt |

### Nordische Kombination
| Athleten        | Wettbewerb                     | Skispringen | Skispringen | Skispringen   | Langlauf    | Langlauf |
| Athleten        | Wettbewerb                     | Punkte      | Rang        | Zeitrückstand | Zeit        | Rang     |
| --------------- | ------------------------------ | ----------- | ----------- | ------------- | ----------- | -------- |
| Jungen          |                                |             |             |               |             |          |
| Roman Terjochin | Normalschanze / 10 km Langlauf | 85,2        | 15          | 3:29 min      | 32:25,5 min | 14       |

### Rennrodeln
| Athleten                     | Wettbewerb   | Durchgang 1 | Durchgang 2 | Gesamt       | Gesamt |
| Athleten                     | Wettbewerb   | Zeit        | Zeit        | Zeit         | Rang   |
| ---------------------------- | ------------ | ----------- | ----------- | ------------ | ------ |
| Jungen                       |              |             |             |              |        |
| Maxim Arawin                 | Einsitzer    | 40,203 s    | 40,148 s    | 1:20,351 min | 13     |
| Alexander Stjopitschew       | Einsitzer    | 40,111 s    | 40,217 s    | 1:20,328 min | 11     |
| Juri Kalinin Sergei Beljajew | Doppelsitzer | 43,000 s    | 42,946 s    | 1:25,946 min | 4      |
| Mädchen                      |              |             |             |              |        |
| Wiktorija Demtschenko        | Einsitzer    | 40,006 s    | 40,478 s    | 1:23,484 min | 20     |
| Ekaterina Katnikowa          | Einsitzer    | 40,441 s    | 40,502 s    | 1:20,943 min | 7      |

| Athleten                                                                  | Wettbewerb  | Mädchen  | Junge    | Doppel   | Gesamt       | Gesamt |
| Athleten                                                                  | Wettbewerb  | Zeit     | Zeit     | Zeit     | Zeit         | Rang   |
| ------------------------------------------------------------------------- | ----------- | -------- | -------- | -------- | ------------ | ------ |
| Gemischt                                                                  |             |          |          |          |              |        |
| Wiktorija Demtschenko Alexander Stjopitschew Juri Kalinin Sergei Beljajew | Teamstaffel | 46,911 s | 45,336 s | 47,434 s | 2:19,681 min | 4      |

### Shorttrack
| Athleten         | Wettbewerb | Viertelfinale | Viertelfinale | Halbfinale   | Halbfinale | Finale       | Finale     |
| Athleten         | Wettbewerb | Zeit          | Rang          | Zeit         | Rang       | Zeit         | Rang       |
| ---------------- | ---------- | ------------- | ------------- | ------------ | ---------- | ------------ | ---------- |
| Jungen           |            |               |               |              |            |              |            |
| Denis Airapetjan | 500 m      | 45,836 s      | 2             | 45,025 s     | 3          | 45,902 s     | 6          |
| Denis Airapetjan | 1000 m     | 1:47,810 min  | 3             | 1:33,689 min | 2          | Überrundet   | Überrundet |
| Mädchen          |            |               |               |              |            |              |            |
| Anna Gamorina    | 500 m      | 46,382 s      | 2             | 1:07,177     | 4          | Überrundet   | Überrundet |
| Anna Gamorina    | 1000 m     | 1:50,594 min  | 3             | 1:44,645 min | 1          | 1:38,042 min | 8          |

### Skeleton
| Athleten             | Durchgang 1 | Durchgang 2 | Gesamt      | Gesamt |
| Athleten             | Zeit        | Zeit        | Zeit        | Rang   |
| -------------------- | ----------- | ----------- | ----------- | ------ |
| Jungen               |             |             |             |        |
| Waleri Myschajew     | 58,26 s     | 59,45 s     | 1:57,71 min | 6      |
| Mädchen              |             |             |             |        |
| Anastassija Schlapak | -           | 58,73 s     | 58,73 s     | 4      |
| Jelisaweta Subkowa   | -           | 59,28 s     | 59,28 s     | 6      |

### Ski Alpin
| Athleten               | Wettbewerb   | Durchgang 1 | Durchgang 2 | Gesamt      | Gesamt |
| Athleten               | Wettbewerb   | Zeit        | Zeit        | Zeit        | Rang   |
| ---------------------- | ------------ | ----------- | ----------- | ----------- | ------ |
| Jungen                 |              |             |             |             |        |
| Artjom Pak             | Super-G      |             |             | 1:06,27 min | 15     |
| Artjom Pak             | Riesenslalom | 1:00,50 min | 55,59 s     | 1:56,09 min | 12     |
| Artjom Pak             | Slalom       | 44,70 s     | 41,31 s     | 1:26,01 min | 20     |
| Artjom Pak             | Kombination  | 1:06,56 min | DNF         | -           | -      |
| Mädchen                |              |             |             |             |        |
| Jekaterina Tkatschenko | Super-G      |             |             | 1:07,39 min | 14     |
| Jekaterina Tkatschenko | Riesenslalom | 58,61 s     | 59,41 s     | 1:58,02 min | 7      |
| Jekaterina Tkatschenko | Slalom       | 42,39 s     | 39,23 s     | 1:21,62 min | Bronze |
| Jekaterina Tkatschenko | Kombination  | 1:05,88 min | 37,21 s     | 1:43,09 min | 8      |

### Skilanglauf
| Athleten             | Wettbewerb      | Qualifikation | Qualifikation | Viertelfinale | Viertelfinale | Halbfinale         | Halbfinale         | Finale             | Finale             |
| Athleten             | Wettbewerb      | Zeit          | Rang          | Zeit          | Rang          | Zeit               | Rang               | Zeit               | Rang               |
| -------------------- | --------------- | ------------- | ------------- | ------------- | ------------- | ------------------ | ------------------ | ------------------ | ------------------ |
| Jungen               |                 |               |               |               |               |                    |                    |                    |                    |
| Nikita Chabarow      | 10 km klassisch |               |               |               |               |                    |                    | 31:31,2 min        | 18                 |
| Nikita Chabarow      | Sprint          | 1:43,52 min   | 2             | 1:51,9 min    | 5             | nicht qualifiziert | nicht qualifiziert | nicht qualifiziert | nicht qualifiziert |
| Alexander Seljaninow | 10 km klassisch |               |               |               |               |                    |                    | 29:28,8 min        | Gold               |
| Alexander Seljaninow | Sprint          | 1:43,93 min   | 4             | 1:49,5 min    | 2             | 1:46,8 min         | 3                  | 1:45,1 min         | Bronze             |
| Mädchen              |                 |               |               |               |               |                    |                    |                    |                    |
| Anastassija Sedowa   | 5 km klassisch  |               |               |               |               |                    |                    | 14:18,0 min        | Gold               |
| Anastassija Sedowa   | Sprint          | 2:01,72 min   | 13            | 2:01,5 min    | 3             | nicht qualifiziert | nicht qualifiziert | nicht qualifiziert | nicht qualifiziert |
| Alissa Schambalowa   | 5 km klassisch  |               |               |               |               |                    |                    | 15:15,8 min        | 5                  |
| Alissa Schambalowa   | Sprint          | 2:03,08 min   | 18            | 2:03,0 min    | 4             | nicht qualifiziert | nicht qualifiziert | nicht qualifiziert | nicht qualifiziert |

### Skispringen
| Athleten                   | Wettbewerb    | Erste Runde | Erste Runde | Finale | Finale | Gesamt | Gesamt |
| Athleten                   | Wettbewerb    | Weite       | Punkte      | Weite  | Punkte | Punkte | Rang   |
| -------------------------- | ------------- | ----------- | ----------- | ------ | ------ | ------ | ------ |
| Jungen                     |               |             |             |        |        |        |        |
| Juri Samsonow              | Normalschanze | 63,5 m      | 96,7        | 60,5 m | 90,0   | 186,7  | 18     |
| Mädchen                    |               |             |             |        |        |        |        |
| Anastassija Weschtschikowa | Normalschanze | 58,0 m      | 83,5        | 59,0 m | 86,4   | 169,9  | 10     |

| Athleten                                                 | Wettbewerb               | Erste Runde | Zweite Runde | Gesamt | Gesamt |
| Athleten                                                 | Wettbewerb               | Punkte      | Punkte       | Punkte | Rang   |
| -------------------------------------------------------- | ------------------------ | ----------- | ------------ | ------ | ------ |
| Gemischt                                                 |                          |             |              |        |        |
| Anastassija Weschtschikowa Roman Terjochin Juri Samsonow | Mixed-Team Normalschanze | 180,5       | 178,1        | 358,6  | 13     |

### Snowboard

#### Halfpipe
| Jungen                |          |              |              |     |              |              |     |                    |                    |                    |     |     |     |     |     |     |     |     |     |     |     |     |     |     |     |     |     |     |     |     |     |     |     |     |     |     |     |     |     |     |     |     |     |     |     |     |     |     |     |     |     |     |     |     |     |     |     |     |     |     |     |     |     |     |     |     |     |     |     |     |     |     |     |     |     |     |     |     |     |     |     |     |     |     |     |     |     |     |     |     |     |     |     |     |     |     |     |     |     |
| Nikita Awtanejew      | Halfpipe | 66,00 Punkte | 72,50 Punkte | 3   |              |              |     | 74,25 Punkte       | 70,25 Punkte       | 7                  |     |     |     |     |     |     |     |     |     |     |     |     |     |     |     |     |     |     |     |     |     |     |     |     |     |     |     |     |     |     |     |     |     |     |     |     |     |     |     |     |     |     |     |     |     |     |     |     |     |     |     |     |     |     |     |     |     |     |     |     |     |     |     |     |     |     |     |     |     |     |     |     |     |     |     |     |     |     |     |     |     |     |     |     |     |     |     |     |     |
| Iwan Kardonow         | Halfpipe | 54,00 Punkte | 54,50 Punkte | 9   | 55,35 Punkte | 57,50 Punkte | 9   | nicht qualifiziert | nicht qualifiziert | nicht qualifiziert |     |     |     |     |     |     |     |     |     |     |     |     |     |     |     |     |     |     |     |     |     |     |     |     |     |     |     |     |     |     |     |     |     |     |     |     |     |     |     |     |     |     |     |     |     |     |     |     |     |     |     |     |     |     |     |     |     |     |     |     |     |     |     |     |     |     |     |     |     |     |     |     |     |     |     |     |     |     |     |     |     |     |     |     |     |     |     |     |     |
| Mädchen               |          |              |              |     |              |              |     |                    |                    |                    |     |     |     |     |     |     |     |     |     |     |     |     |     |     |     |     |     |     |     |     |     |     |     |     |     |     |     |     |     |     |     |     |     |     |     |     |     |     |     |     |     |     |     |     |     |     |     |     |     |     |     |     |     |     |     |     |     |     |     |     |     |     |     |     |     |     |     |     |     |     |     |     |     |     |     |     |     |     |     |     |     |     |     |     |     |     |     |     |     |
| Jekaterina Prussakowa | Halfpipe | DNS          | DNS          | DNS | DNS          | DNS          | DNS | DNS                | DNS                | DNS                | DNS | DNS | DNS | DNS | DNS | DNS | DNS | DNS | DNS | DNS | DNS | DNS | DNS | DNS | DNS | DNS | DNS | DNS | DNS | DNS | DNS | DNS | DNS | DNS | DNS | DNS | DNS | DNS | DNS | DNS | DNS | DNS | DNS | DNS | DNS | DNS | DNS | DNS | DNS | DNS | DNS | DNS | DNS | DNS | DNS | DNS | DNS | DNS | DNS | DNS | DNS | DNS | DNS | DNS | DNS | DNS | DNS | DNS | DNS | DNS | DNS | DNS | DNS | DNS | DNS | DNS | DNS | DNS | DNS | DNS | DNS | DNS | DNS | DNS | DNS | DNS | DNS | DNS | DNS | DNS | DNS | DNS | DNS | DNS | DNS | DNS | DNS | DNS | DNS |

#### Slopestyle
| Athleten      | Wettbewerb | Qualifikation | Qualifikation | Qualifikation | Finale             | Finale             | Finale             |
| Athleten      | Wettbewerb | Durchgang 1   | Durchgang 2   | Rang          | Durchgang 1        | Durchgang 2        | Rang               |
| ------------- | ---------- | ------------- | ------------- | ------------- | ------------------ | ------------------ | ------------------ |
| Jungen        |            |               |               |               |                    |                    |                    |
| Iwan Kardonow | Slopestyle | 33,75 Punkte  | 34,50 Punkte  | 14            | nicht qualifiziert | nicht qualifiziert | nicht qualifiziert |